# Chad Channing
Chad Channing (31 januari 1967) is een Amerikaans drummer. Channing was enige tijd drummer bij Nirvana en speelde mee op debuutalbum Bleach. Later (rond 1990) werd Channing bij Nirvana vervangen door Dave Grohl, die drummer bij Nirvana bleef tot het einde van de band in 1994. Channing maakte zo de grote doorbraak van de band niet mee.
Channing is tegenwoordig zanger/gitarist van de band Before Cars.
- International Standard Name Identifier: 0000 0003 5606 0144
- MusicBrainz: e2f28104-72bb-4c8f-b0f9-78d4eaf492fd
- Nationale Bibliotheek van Tsjechië: xx0140735
- Virtual International Authority File: 176146930